# Hybodus

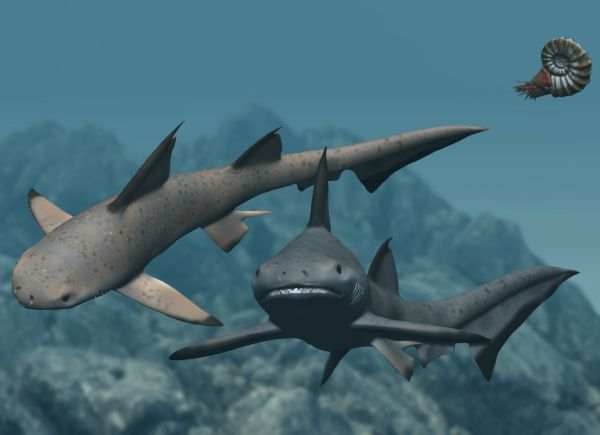
Számítógépes rekonstrukció néhány Hybodus fraasi példányról

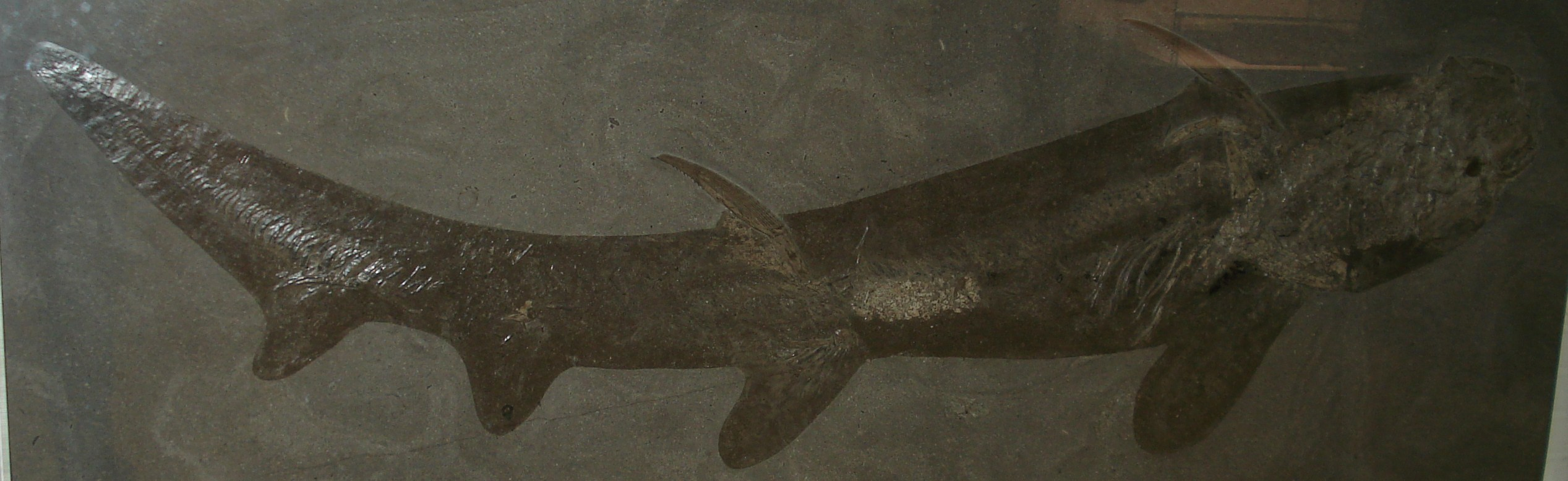
Hybodus hauffianus maradvány

A Hybodus a porcos halak (Chondrichthyes) osztályának a Hybodontiformes rendjébe, ezen belül a Hybodontidae családjába tartozó fosszilis nem.

## Tudnivalók
A cápák csontváza porcokból áll nem csontokból, ezért nem nagyon kövesednek meg mindig. Az egyetlen része a cápának, amely megkövesedhet az a foga, melyet számtalanszor cserél ki élete során. A keveset amit az őslénykutatók az őscápákról ismernek, azt a fogak tanulmányozásából tudják. A Hybodus megkövesedett fogai eléggé gyakoriak és megtalálhatók a jura időszaki rétegben az egész világon. Sőt egyes helyeken nagyon is gyakoriak a Hybodus fogak.
Ritkábbak a tüskés hátuszonyok. A tüskés hátuszonyt biztos a védelem céljából használta. Ha egy nagyobb ragadozó fel akarta falni, a cápa felmeresztette a tüskéjét, így kellemetlenné téve a táplálkozást a ragadozó számára.
A Hybodus állkapcsában két rend fog található, ami változatos étrendet mutat. Az egyik rend éles, alkalmas a csúszós halak és tintahalak felszeleteléséhez. A másik rend fog lapos és erős volt, mellyel a cápa, a puhatestűek házát és a tengerisünöket (Echinoidea) törte fel. A fogak mérete alapján a cápa 2 méter hosszú és 300 kilogramm súlyú lehetett. Valószínű, hogy az a tipikus áramvonalas test alkata volt, melyet minden cápa visel. Ez az alak a devon korból származik, amely mintegy 360 millió évvel ezelőtt volt, és azóta alig változott.

## Lelőhelyek
Hybodus maradványokat találtak Ázsia, Európa, Afrika és Észak-Amerika területein.

## Rendszerezés
Néhány Hybodus-fajt áthelyeztek a szintén fosszilis Meristodonoides porcos halnembe; köztük: a H. butleri-t, a H. rajkovichi-t és a H. montanensis-t.
- Hybodus fraasi
- Hybodus hauffianus
- Hybodus houtienensis
- ?Hybodus butleri
- ?Hybodus montanensis
- ?Hybodus obtusus
- ?Hybodus parvidens
- ?Hybodus rajkovichi